# 秋田グランドリース
株式会社秋田グランドリース（あきたグランドリース）は、秋田県秋田市に本社を置くリース会社。

## 概要
県内初のリース会社として1975年（昭和50年）5月設立。

## 営業所
- 大館事務所 大館市字大館大町19番（秋田銀行大館支店3階）
- 郡山事務所 郡山市中町14番29号（秋田銀行郡山支店内）